# Luis Cisneros Vizquerra
Luis Federico Cisneros Vizquerra, né le 23 janvier 1926 à Buenos Aires en Argentine et mort le 15 juillet 1995 à Lima au Pérou, est un politicien et un général de l'armée péruvienne qui fut successivement, de 1976 à 1983, ministre de l'Intérieur puis ministre de la Guerre du Pérou. 
Il était surnommé El Gaucho.

## Biographie

### Jeunesse et formation
Fils du journaliste et diplomate Luis Fernan Cisneros Bustamante et de Esperanza Vizquerra Oquendo, Luis Federico est également le frère cadet du poète et linguiste Luis Jaime Cisneros (1921-2011) et le petit-fils du poète Luis Benjamin Cisneros (1837-1904). Il passe son enfance à Buenos Aires et y acquiert le surnom d'el Gaucho dès l'âge de onze ans après s'être taillé la paume de la main droite pour impressionner ses camarades. Il suit une formation au lycée militaire général San Martin puis au Collège militaire de la nation à El Palomar. 
Il débarque au Pérou en aout 1947 et intègre l'école militaire de Chorillos. Il poursuit ensuite sa carrière dans l'armée péruvienne et finit par devenir général de division. Il occupe également d'autres responsabilités. Ainsi, il est commandant d'un régiment de cavalerie et chef d'état-major du Centre d'instruction militaire du Pérou. 

### Carrière
En septembre 1975, Luis Federico Cisneros devient le président du Système national d'appui à la mobilisation sociale (SINAMOS). Il occupe cette place jusqu'à la fin de l'année 1975.
En février 1976, Francisco Morales Bermudez Cerruti, président du Pérou, le nomme ministre de l'Intérieur. Suivant la politique du gouvernement, Cisneros Vizquerra assouplit la liberté de la presse et communique régulièrement avec les journaux. Il tente également un rapprochement avec l'Alliance populaire révolutionnaire américaine (APRA). Il se retire néanmoins de son poste en mai 1978 et part travailler en France en tant qu'attaché militaire du Pérou. 
En janvier 1980, de retour dans son pays, il est nommé chef de la première région militaire. En janvier 1981, il devient inspecteur général de l'armée et assure la direction de son état-major. 
En octobre 1981, il est nommé ministre de la Guerre par le président Fernando Belaunde Terry. Il doit faire face à la violence terroriste déclenchée par le Sentier lumineux. Implacable dans sa façon d'agir, Cisneros Vizquerra déclare lors d'une interview à un magazine péruvien que les forces de sécurité du pays ne peuvent réussir à éliminer le terrorisme qu'en ne procédant à des purges radicales ou la mort d'un grand nombre d'innocents n'est pas exclue. Ces déclarations entrainent une vive polémique qui contribue à le rendre impopulaire auprès de l'opinion publique.
Durant la guerre des Malouines, commencée le 2 avril 1982, 'armée péruvienne apporte son soutien aux forces argentines. Cisneros Vizquerra en profite pour renforcer sa lutte contre le terrorisme et fait de nouvelles déclarations à un journal local dans lesquelles il affirme clairement que l'Armée de terre se tient prête à affronter et à vaincre le Sentier Lumineux ainsi que les  mauvais péruviens qui veulent répandre le sang sur l'ensemble du territoire . Parallèlement, il noue des relations avec Augusto Pinochet et Jorge Rafael Videla. 
Alors que son activité ministérielle touche à sa fin en décembre 1982, la plupart des provinces du Pérou sont décrétées en état d'urgence tant le danger lié au terrorisme atteint des propensions critiques. Les forces armées doivent intervenir. Les prédictions de Cisneros Vizquerra quant à la destruction du Sentier Lumineux ne se réalisent pas. Il s'avère que la répression militaire importante qu'il avait ordonné n'avait fait qu'alimenter la violence des terroristes. Il quitte ses fonctions le 1er janvier 1983.
Exilé en Argentine, Luis Cisneros Vizquerra critique sévèrement la politique du gouvernement du président Alberto Fujimori. Il accuse le pouvoir exécutif d'être le responsable des massacres de Barrios Altos et La Cantuta. De même, Il blâme le conseiller présidentiel Vladimiro Montesinos ainsi que deux généraux qu'il rend responsables de la mort de civils : Hermoza Rios et Pérez Documet. 
En janvier 1993, il est jugé pour avoir critiqué la gestion du gouvernement après une tentative de coup d’État militaire au Pérou. Il est poursuivi avec quelques autres généraux pour outrage à la Nation. 
Lors des élections de 1995, il nomme les membres du parti de l'Union pour le Pérou chargés d'intégrer le Congrès de la République, organe péruvien du pouvoir législatif. 
Il décède le 15 juillet 1995 à l'âge de 69 ans des suites d'un cancer de la prostate. Deux jours plus tard, il est inhumé avec les honneurs en tant qu'ancien ministre de l’État. Les anciens présidents Morales Bermúdez Cerruti et Belaúnde Terry sont présents à ses obsèques.

## Vie privée
Marié deux fois et père d'un grand nombre d'enfants, Luis Cisneros Vizquerra est un homme volage (il entretient notamment une liaison avec la fille de l'actrice Libertad Lamarque) qui se comporte de manière brutale avec son entourage. Renato Cisneros, l'un de ses fils né en 1976, le décrit comme un homme dur et sans manières qui ressent régulièrement le besoin de dominer. Auteur d'un ouvrage paru en 2015, La Distance qui nous sépare, Renato y décrit ses relations avec son père puis la rupture définitive avec celui-ci. Il le décrit comme « le ministre le plus redoutable de cette époque qui était déjà elle-même redoutable ».